# Корнелии Сципионы
Сципио́ны (лат. Scipio — буквально «жезл», «посох»; название связано с легендой о молодом человеке, везде сопровождавшем своего слепого отца, служа ему как бы посохом) — римский когномен, ветвь рода Корнелиев, отличавшаяся строгим патриархальным воспитанием, скромностью и преданностью близким. Сципионы были обычно политическими союзниками Павлов из рода Эмилиев, некоторое время регулярно избирались консулами и были достаточно влиятельны в конце первой серии Иллирийских войн 229—219 годов до н. э. 
Наиболее известны следующие представители:
- Луций Корнелий Сципион, консул 350 года до н. э.
- Луций Корнелий Сципион Барбат.
- Гней Корнелий Сципион Азина.
- Луций Корнелий Сципион, консул 259 года до н. э.
- Гней Корнелий Сципион Кальв.
- Публий Корнелий Сципион I.
- Публий Корнелий Сципион Африканский, победитель Ганнибала, консул 205 и 194 годов до н. э.
- Луций Корнелий Сципион Азиатский, консул 190 года до н. э. Брат предыдущего.
- Луций Корнелий Сципион, претор 174 года до н. э.
- Публий Корнелий Сципион Назика Коркул, консул 162 и 155 годов до н. э.
- Гней Корнелий Сципион Хиспан — претор 139 до н. э., известный, в первую очередь, изгнанием из Рима всех иудеев-халдеев.
- Публий Корнелий Сципион Назика Серапион, консул 138 года до н. э.
- Публий Корнелий Сципион Назика Серапион, консул 111 года до н. э.
- Гней Корнелий Сципион — претор около 109 года до н. э. Сын предыдущего.
- Публий Корнелий Сципион Назика, претор около 94 года до н. э.
- Луций Корнелий Сципион Азиатский, консул 83 года до н. э.
- Луций Корнелий Сципион Азиатский Эмилиан, легат в 77 году до н. э. Единокровный брат триумвира Лепида.
- Гай (Гней) Корнелий Сципион — промагистрат, управлявший в 67 году до н. э. Цизальпийской Галлией[1].
- Публий Корнелий Сципион Сальвитон — первый супруг Скрибонии. Цезарианец, участник африканской кампании Юлия Цезаря в 47—46 до н. э.
- Публий Корнелий Сципион, консул 16 года до н. э.
- Публий Корнелий Сципион, консул 52 года.
- С. Корнелий Сципион Л. Сальвидиен Орфит, консул 149 года.
- С. Корнелий Сципион Сальвидиен Орфит, консул 178 года.
- Марк Корнелий Сципион.

Многие из Сципионов были захоронены в гробнице Сципионов на Аппиевой дороге.
В честь Сципионов названы 3 города в США: Сципио в штате Нью-Йорк, Сципио в Юте и Сципио Тауншип в Мичигане.
Марш из оперы «Сципион» Георга Фридриха Генделя используется оркестром британских гренадеров.

## Примечание
1. ↑  Brennan T. The Praetorship in The Roman Republic. — N. Y. & Oxford: Oxford University Press, 2000. — Vol. II: 122 to 49 BC. — P. 749. — Ref. 319.